# Enish
株式会社enish（エニッシュ、英: enish, inc.）は、ネイティブアプリケーションの配信を中心として、モバイルゲームの開発・運営を行う日本の企業。コンピュータエンターテインメント協会正会員。
社名は人と人との「縁（えん、えにし）」にちなむ。

## 概要
2009年2月、株式会社シンクロア（2010年からKii株式会社）のアプリケーション開発事業部門が母体となり、ヤフー出身の安徳孝平と公文善之が株式会社Synphonieを設立。当初はmixi向けにゲームを提供していた。その後、GREEのプラットフォームオープン化に伴い、GREE株式会社が資本参加し（2010年7月）、GREEでもゲームを提供した。2011年5月、ザッパラスの経営者であった杉山全功、松本浩介が合流し体制を強化した（杉山は5月入社、7月から代表取締役）。現社名に商号変更（2012年9月）後、2012年12月に東証マザーズへ上場を果たす。2013年12月には東証一部に市場変更している。
2013年11月、韓国子会社「enish korea, Inc.」を設立。2014年4月には中国子会社「ENISH ASIA LIMITED」、2014年7月にはタイに子会社を設立しアジア展開を進めた。
2014年3月、事業展開のスピードアップを図ることを目的に、杉山に代わって安徳が代表取締役に就任した。同年12月、杉山、松本は取締役を辞任した。
元々はレストランやアパレルショップなどの経営シミュレーションゲームが得意で、ユーザーの半数以上が女性である。2013年からネイティブアプリを提供し、欅坂46・日向坂46の公式ゲームアプリ「欅のキセキ/日向のアユミ」の開発も行った。
当期純損益は2015年12月期から赤字に転じた。子会社は重要性に乏しいとして当初から連結対象になっておらず、関係会社株式の貸借対照表計上額は2015年12月期の評価損計上により0千円となっている。また、2019年12月期から、継続企業の前提に関する重要な不確実性が認められる。ただし2021年12月期はここ数年の傾向と大きく異なり、「五等分の花嫁 五つ子ちゃんはパズルを五等分できない。」の好調などで、四半期の黒字化も見られるようになった。

## 沿革
- 2009年
  - 02月 - 株式会社Synphonie設立
  - 12月 - 「ぼくのレストラン」利用者がmixiアプリ公開からわずか13日で50万人を突破
- 2010年07月 - グリー株式会社が出資
- 2011年
  - 02月 - 「ぼくのレストランⅡ」がGREE Platform Award 2010「特別賞」を受賞
  - 04月 - 会社を渋谷区広尾へ移転
  - 07月 - 杉山が代表取締役に就任
  - 08月 - 「ぼくのレストランⅡ」が「GREE Platform 2011年上半期優秀アプリ表彰」においてシミュレーションゲーム最優秀賞を受賞
- 2012年
  - 08月 - 「ぼくのレストランⅡ」が「GREE Platform Award – The first half of 2012 -」において優秀賞を受賞
  - 09月 - 株式会社enishに社名変更
  - 12月 - 東京証券取引所マザーズに上場
- 2013年
  - 03月 - 「ぼくのレストランⅡ」が「GREE Platform Award 2012」においてシミュレーションゲーム最優秀賞を受賞、「ドラゴンタクティクス」が「GREE Platform Award 2012」において優秀賞を受賞。会社として「GREE Technology Award 2013」において優秀賞を受賞
  - 11月 - 初の海外拠点「enish korea, Inc（韓国・ソウル支社）」設立
  - 12月 - 東京証券取引所マザーズ市場から市場第一部へ株式市場変更
  - 12月 - 本社機能を東京都港区の六本木ヒルズ森タワー39Fに移転
- 2014年
  - 03月 - 安徳が代表取締役に就任
  - 04月 - ENISH ASIA LIMITED（中国・上海支社。その後enish China Limitedに変更）設立
- 2016年
  - 01月 - 女性向けのファッションレンタルサービス「EDIST.CLOSET」開始
  - 08月 - AR技術を持つKudanと技術提携
- 2017年
  - 06月 - 「Yahoo!ゲーム プレイヤー」の提供開始（enishが開発に携わる[18]）
  - 10月 - 「欅のキセキ」、配信から2日で100万ダウンロードを達成[19]、2019年4月4日には400万ダウンロードを突破[20]
- 2018年
  - 03月 - 会計監査人が新日本有限責任監査法人から東邦監査法人に交代[21]
  - 12月 - 「EDIST.CLOSET」を株式会社アドベンチャーに譲渡[22][注 3]
- 2019年02月 - MorningTecと連携しパブリッシング展開を推進
- 2020年06月 - 本店移転を決議（同じく港区に所有していたサテライトオフィスに集約）[23]
- 2021年04月 - 同じく港区内で、再び本店移転[24]

## 開発アプリ

### 提供中および提供予定のアプリ
- ぼくのレストランII（2010年6月公開　ハンゲでは2021年4月28日にPC版サービス終了[25]）
- ガルショ☆（2010年11月提供開始（開始当初は「ガルコレ」、2011年8月に名称変更）　ハンゲでは2021年4月28日にPC版サービス終了[25]）
- 料理の鉄人～新たな挑戦者達～（2011年7月提供開始、当初の名称は「料理の鉄人 forGREE 新たな挑戦者達」[26]）※共同開発・運営：GREE
- 進撃の巨人Brave Order（2022年2月11日提供開始[27]）
- ゆるキャン つなげるみんなのオールインワン！！（2023年6月15日提供開始[28]）
- ディライズ ラストメモリーズ（2024年8月15日提供開始[29]）

### 運営が移管またはサービスが終了したアプリ
- ぼくのレストラン（2009年10月公開　終了日不明）
- ムシカゴ（2010年3月提供開始　2012年10月終了[30]）
- 原始人クロマニョン（2010年6月提供開始　2012年10月終了[30]）
- ボクらのポケットダンジョン（2011年6月にGREEにて提供開始　終了日不明）
- ボクらのポケットダンジョン2　（2012年1月提供開始[31] 2016年にタイレルシステムズに移管[32]）
- プラチナ☆ガール（2011年12月提供開始　2017年4月株式会社ビジュアライズへ譲渡[33]）
- いきなり！魔法学園（2011年12月提供開始　2012年8月終了[30]）
- ラブキャバ（2012年5月提供開始[30]　終了日不明）
- ドラゴンタクティクス（2012年7月提供開始、2016年12月株式会社C&Mゲームスへの譲渡決議[34][注 4]　シリーズとしてレガリア、∞（インフィニティ）、f（フォルテ）等があった[35]。∞は2020年8月終了[36][注 5]）
- PROJECT ARMS（2012年10月提供開始　2013年9月終了[30]）
- 魁!!男塾～連合大闘争編～（2013年5月提供開始、2021年10月1日付で株式会社ビジュアライズに運営移管[37][38]。）
- ぼくのレストラン3　（2014年5月提供開始　終了日不明）
- バハムートクライシス（2014年7月提供開始　2015年1月26日より株式会社コアエッジにより「バハムートクライシス ゼロ」として再始動　2018年5月30日終了[39]）
- 千年の巨神（2014年11月提供開始　2015年11月4日に、開発協力行ったインタラクティブブレインズへ移管　2016年8月22日終了[40]）
- ぼくのレストラン3DX　（2015年6月提供開始　2016年5月株式会社ビジュアライズへ移管）
- MIRAMIRA（2015年8月提供開始　2016年4月28日終了[41]）
- ゆるかみ！（2015年10月提供開始 2016年4月15日終了）※スクウェア・エニックスとの共同開発
- EDIST.（2015年11月提供開始　終了日不明）
- 12オーディンズ（2016年1月提供開始　2018年10月31日終了[42]）
- QLTON （2016年2月に韓国『カカオゲーム』で提供開始　終了日不明。enish運営ではないが、2021年11月現在でも「Happy Ranch」として遊ぶことはできる[43]）※韓Mobil Factoryと共同開発[44]
- 仮面ライダー バトルラッシュ　（2016年7月25日提供開始　2019年6月27日終了）※配信：バンダイナムコエンターテインメント
- metune（2017年2月提供開始　2018年3月31日終了）
- 欅のキセキ/日向のアユミ（当初『欅のキセキ』として2017年10月提供開始　2021年8月31日終了[45]）
- HiGH&LOW THE GAME ANOTHER WORLD（2019年10月提供開始　2021年10月31日終了[46]）
- VGAME（2020年1月17日提供開始、共同開発：MorningTec[47]　2022年1月5日終了[48]）
- De:Lithe（ディライズ）～忘却の真王と盟約の天使～（2020年1月22日提供開始、2025年4月15日終了[49]。繁体字版は3月31日、韓国語版は7月3日からサービスを開始したが、繁体字版は同年10月30日、韓国語版は同年12月7日にサービス終了[50]）
- 五等分の花嫁 五つ子ちゃんはパズルを五等分できない。（2020年10月提供開始[51]、2025年6月30日終了[52]。繁体字版は2021年3月25日[53]、韓国語版は6月に配信開始[54]。）
- 彼女、お借りします ヒロインオールスターズ（2021年9月2日提供開始[55]　2023年1月25日終了[56]）